# Barry White
Pour les articles homonymes, voir Carter, Barry White (basket-ball) et White.
Barrence Eugene Carter, dit Barry White, né le 12 septembre 1944 à Galveston (Texas) et mort le 4 juillet 2003 à Los Angeles (Californie), est un chanteur, compositeur et producteur américain de rhythm and blues et de soul.
Trois fois récompensé par un Grammy Award, connu pour sa voix distinctive de baryton-basse et son image romantique, il connaît le succès à partir des années 1970 en tant que chanteur solo et avec The Love Unlimited Orchestra (en). Ses plus grands succès sont You're the First, the Last, My Everything, Can't Get Enough of Your Love, Babe,  Never Never Gonna Give You Up ou encore Let The Music Play.
Ses ventes de disques dépassent les 100 millions, faisant de lui l'un des artistes musicaux en ayant vendu le plus. Parmi ses influences, on peut citer la musique classique James Cleveland, Ray Charles, Aretha Franklin, Elvis Presley, The Supremes, The Four Tops ou encore Marvin Gaye.

## Biographie

### Jeunesse
Né à Galveston au Texas, Barry est le fils de Melvin White et de Sadie Marie Carter,.  Son père abandonne le foyer alors qu'il n'a que six mois. Sa mère lui apprend le piano, mais Barry, qui grandit dans la banlieue de Los Angeles, ne poursuit pas son éducation musicale et devient membre d'un gang à l'adolescence. À 17 ans, il est condamné à quatre mois de prison pour le vol de 300 enjoliveurs d'un concessionnaire Cadillac, d'une valeur de 30 000 dollars. C'est en prison, en 1960, en écoutant à la radio le tube d'Elvis Presley It's Now or Never (« C'est maintenant ou jamais »), qu'il prend conscience de la mauvaise tournure de sa vie et de l'absurdité de son incarcération. Cette chanson a un tel impact sur lui qu'il souhaite donner un tout autre sens à son existence, en décidant qu'il fera quelque chose de positif dans sa vie et notamment en se consacrant à la musique.

### Carrière
C'est dans les années 1960 qu'il se fait connaître en produisant de nombreux musiciens, dont le trio féminin Love Unlimited, emmené par celle qui allait devenir sa femme, Glodean James. Il tente sa chance en tant qu'interprète sous différents pseudonymes, notamment celui de Gene West, sous lequel il reprend le tube d'Elvis Presley In the Ghetto, en 1970. Il est ensuite découvert et accompagné par le compositeur Gene Page qui le prend sous son aile et lui apporte son expérience d'instrumentiste classique. D'autres collaborateurs, tels que Paul Leo Politi, Wah Wah Watson, Billy Sepe, ou Tony Sepe avec qui il a arrangé You Are the First, the Last, My Everything, l'accompagneront durant toute la décennie 1970. Mais c'est à son ami Larry Nunes qu'il doit ses débuts de chanteur, celui-ci l'ayant encouragé dans cette voie sur laquelle il n'avait pas réussi jusqu'alors, et qu'il pensait abandonner. Il ajoutera d'ailleurs une dédicace à Larry Nunes dans les crédits de chacun de ses albums.
Parallèlement à sa carrière de chanteur, il produit à partir de 1974, et au départ contre l'avis de sa maison de disque, une formation instrumentale, The Love Unlimited Orchestra (en). Cette production est un succès, puisqu'en janvier 1974, l'instrumental Love's Theme se classe numéro 1 dans les charts américains. D'autres singles suivront comme My Sweet Summer Suite (1976), tiré de l'album du même nom. En 1981, Barry White fait de cette formation un orchestre uniquement féminin, pour l'album Let’em Dance. Il tente la même année de passer le relais pour la direction du Love Unlimited Orchestra à Webster Lewis (en), pour l'album Welcome Aboard (The Love Unlimited Orchestra Presents Mr. Webster Lewis), mais le succès sera mitigé.
Barry White était un homme d'un physique imposant : il mesurait 1,92 m pour un poids avoisinant les 150 kg. Il a été surnommé « le maestro de l'amour  » et « le morse de l'amour ». Entre 1973 et 1976, il a produit 21 albums, du jamais vu dans l'industrie du disque. À sa mort en 2003, il avait vendu plus de 116 millions de disques dans le monde.
De 1997 à 2002, Barry White a fait des apparitions dans la série télévisée Ally McBeal, dans laquelle ses chansons servent d'exutoire au personnage de John Cage, qui l'idolâtre. Il a joué son propre rôle dans trois épisodes de la série (Saison 2 Épisode 18, Saison 3 Épisode 1 et Saison 5 Épisode 22). Au cinéma, Barry White a également composé et produit la musique du film de blaxploitation Together Brothers (en) en 1976.
Il a également prêté sa voix à son propre personnage dans deux épisodes de la série Les Simpson. Il avait par contre décliné une invitation à apparaître dans la série animée South Park, jugeant le ton de celle-ci trop corrosif. Les producteurs ont décidé de choisir une autre icône de la soul, Isaac Hayes.
En 1999, Barry White publie son autobiographie, Love Unlimited, insights on life & love, avec la collaboration de l'écrivain Marc Eliot. Il y livre sa vision de la vie, de l'amour, ainsi que de nombreuses anecdotes sur son travail dans l'industrie du disque. Il y révèle notamment qu'en 1984, quelques semaines avant l'assassinat de Marvin Gaye, ce dernier avait tenté de le contacter pour lui proposer une collaboration sur un potentiel album en préparation.

### Maladie et mort
En août 1999, il séjourne à l'hôpital pour un problème d'hypertension et est contraint d’annuler plusieurs concerts. Il est à nouveau hospitalisé en septembre 2002 et est en attente d'un don de rein, car les siens sont défaillants à la suite de nombreuses années d'hypertension. Mis sous dialyse à la suite de ces multiples ennuis de santé, il est victime d'un grave accident vasculaire cérébral en mai 2003, qui le contraint à se retirer de la vie publique. Il meurt le vendredi 4 juillet 2003 à Los Angeles à l’âge de 58 ans au Centre médical Cedars-Sinai, après une longue lutte contre la maladie. Son corps a été incinéré et ses cendres ont été dispersées dans l'océan au large de la côte californienne en présence de ses proches, dont Michael Jackson.

## Vie privée
Barry White a eu huit enfants, avec trois femmes différentes : sa première compagne, qu'il surnomme "Marie" dans son autobiographie, est une relation illégitime qui lui a donné une fille lors de son premier mariage, et sa deuxième épouse Glodean, avec qui il reste marié jusqu'à sa mort malgré leur séparation. Sa dernière compagne, Katherine Denton, a donné naissance après son décès à une fille nommée Barrianna, mais la reconnaissance de Barry White comme père de cet enfant a donné lieu à un procès avec ses ayants droit, perdu par Denton.

## Distinctions et hommages
Barry White n'a été primé que tardivement par ses pairs pour l'ensemble de sa carrière. Il a été nommé en 1974 pour le Grammy award dans la catégorie du meilleur chanteur Rhythm and Blues pour la chanson I'm Gonna Love You Just a Little More Baby, aux côtés des poids lourds de la musique noire tels que le gagnant Stevie Wonder, Marvin Gaye, Al Green et le membre fondateur du groupe The Temptations, Eddie Kendricks. Il recevra un Grammy award honorifique 29 ans plus tard, en 1999 à l'occasion de la sortie de son album Staying Power.
Le 21 mai 2003, la municipalité de Los Angeles décide de donner le nom de Barry White à un parc public situé dans le district de South Park où il a grandi et dont il s'est fait le défenseur.
Le 12 septembre 2013, inscription de son étoile sur le Hollywood Walk of Fame,.

## Discographie
(Sources : Discogs, AllMusic)

### Albums
- 1972 - From a Girl Point of View We Give To You…: Love Unlimited (arrangement musical par Barry White et Gene Page)
- 1973 - I've Got So Much to Give: Barry White (composition et arrangement par Barry White, coarrangement par Gene Page)
- 1973 - Stone Gon': Barry White  (composition et arrangement par Barry White, coarrangement par Gene Page)
- 1973 - Under the Influence of…: Love Unlimited (composition et arrangement par Barry White, coarrangement par Gene Page)
- 1973 - Evan Pace/Face to Face: (parole de Evan Pace-musique et arrangement par Barry White et Gene Page)
- 1974 - Rhapsody in White: Love Unlimited orchestra  (composition, arrangement et direction par Barry White, coarrangement par Gene Page)
- 1974 - No Limit On Love: Barry White　(compil de single année 60)
- 1974 - In Heat: Love Unlimited (composition et arrangement par Barry White, coarrangement par Gene Page)
- 1974 - White Gold: Love Unlimited orchestra (composition, arrangement et direction par Barry White, coarrangement et codirection par Gene Page)
- 1974 - Can't Get Enough: Barry White (composition et arrangement par Barry White, coarrangement de Gene Page)
- 1974 - Together Brothers: Love Unlimited orchestra (composition et arrangement par Barry White, coarrangement et direction par Gene Page)
- 1974 - Hot City: Gene Page　(composition par Gene Page et Barry White, coarrangement et direction par Gene Page)
- 1974 -  Jay Dee/Come on In Love:(composition et arrangement par Barry White et Gene Page
- 1975 - Just Another Way to Say I Love You: Barry White (composition Par Barry White, coarrangement et direction par Gene Page)
- 1975 - Music Maestro Please: Love Unlimited orchestra (composition, arrangement et direction par Barry White, orchestration par Don Peake)
- 1976 - Let the Music Play: Barry White　(composition, arrangement et direction par Barry White, orchestration par Don Peake)
- 1976 - Is This Whatcha Wont: Barry White  (composition et arrangement par Barry White, coarrangement par Gene Page)
- 1976 - My Sweet Summer Suite: Love Unlimited Orchestra  (composition, arrangement et direction par Barry White, coarrangement et direction par Gene Page)
- 1977 - He's All I've Got: Love Unlimited  (composition et arrangement Barry White, coarrangement par Gene Page)
- 1977 - Barry White Sings for Someone You Love: Barry White   (cocomposition et arrangement par Barry White, orchestration par John Roberts)
- 1978 - The Man:  Barry White   (composition et arrangement par Barry White, orchestration par Ronald Coleman et John Roberts)
- 1978 - My Musical Bouquet: Love Unlimited Orchestra (composition et arrangement par Barry White, orchestration et direction par John Roberts)
- 1979 - I Love to Sing the Songs I Sing: (composition et arrangement par Barry White, orchestration par Ronald Coleman et John Roberts)
- 1979 - The Message Is Love: (composition et arrangement par Barry White, orchestration par Ronald Coleman, Richard Egizi et Ben Kirk)
- 1979 - Love is Back:  Love Unlimited (composition et arrangement par Barry White, orchestration par Ben Kirk)
- 1979 - Super Movie Themes:  Love Unlimited Orchestra (compilation musique de film, arrangement par Barry White, coarrangement et direction par Gene Page)
- 1980 - Sheet Music: (composition et arrangement par Barry White, coarrangement par Gene Page)
- 1981 - Beware!: (arrangement par Barry white, orchestration par John Roberts)
- 1981 - Let 'em dance: Love Unlimited Orchestra (composition et arrangement par Barry White, coarrangement par Don Peake, orchestration par Dave roberts)
- 1981 - Barry & Glodean: (cocomposition et arrangement par Barry White, coarrangement par Gene Page, orchestration par Gene Page, John Roberts, H. Barnum)
- 1981 - Welcome Aboard: Webster Lewis, Love Unlimited Orchestra (cocomposition, arrangement et direction par Webster Lewis et Barry White, etc)
- 1981 - Song Painters: Jimmie and Vela Cameron (production, cocomposition et arrangement par Barry White)
- 1982 - Change: (composition et arrangement par Barry White, coarrangement par Gene Page, George Bohanon, Vella Cameron)
- 1983 - Rise: (composition et arrangement par Barry White, coarrangeur Jack Perry et Gene Page, orchestration et direction George Bohanon) (The Love Unlimited Orchestra)
- 1983 - Dedicated: (composition et arrangement par Barry White, coarrangement par Gene Page et Jack Perry)
- 1987 - The Right Night & Barry White: (composition et arrangement par Barry White, coarrangement par Gene Page, John Roberts, Jack Perry, etc.)
- 1989 - The Man Is Back!: (composition et arrangement par Barry White, coarrangement par Gene Page, John Roberts, Jack Perry)
- 1991 - Put Me in Your Mix:  (cocomposition et arrangement par Barry White, coarrangement par Gene Page, John Roberts, Jack Perry, etc.)
- 1994 - The Icon Is Love: (cocomposition et arrangement par Barry White, etc.)
- 1999 - Staying Power: (cocomposition et arrangement par Barry White, Jack Perry, etc.)

### Compilations
- 1993 - Love Forever
- 1994 - All-Time Greatest Hits. PolyGram Records
- 1995 - Let The Music Play. Spectrum Music
- 1999 - The Ultimate Collection
- 2000 - Just For You
- 2001 - Soul Seduction (compilation)

### Producteur
- 1966 - Viola Wills
- 1967 - It May Be Winter Outside(EP) by Felice Taylor
- 1968 - Doin' The Banana Split   The Banana Splits
- 1973 - Face to face  Evan Pace
- 1974 - Hot City Gene Page
- 1974 - I love you more and more　 Tom Brock
- 1974 - Come On In Love Jay Dee
- 1974 - What am gonna do 　Gloria Scott
- 1975 - White Heat    White Heat
- 1975 - West Wing West Wing
- 1976 - Black satin  Produced By Gene Page
- 1978 - Barry White Presents Mr Danny Pearson" Danny Pearson
- 1981 - song Painters Jimmie & Vella Cameron There's no Other Love
- 1981 - Welcome Aboard The Love Unlimites Orchestra Presents Mr.Webster Lewis

À noter le co-arrangement de Harlem Shuffle de Bob & Earl en 1963. (Reif & Nelson) Arranged By Gene Page

### Invité
- 1990 - The Secret Garden (single) de Quincy Jones
- 1991 - All of Me (single) de Big Daddy Kane